# Hutton-le-Hole
Hutton-le-Hole (210 ab. ca.) è un villaggio con status di parrocchia civile della regione inglese dello Yorkshire e Humber (Inghilterra nord-orientale), facente parte della contea del North Yorkshire e del distretto di Ryedale e situato nel tratto meridionale del parco nazionale delle North York Moors.
La località è annoverata tra i più bei villaggi dello Yorkshire.

## Etimologia
Pare che il nome del villaggio derivi dagli avvallamenti che caratterizzano il parco centrale della cittadina. Il nome originale era Hutton Hole (letteralmente: "Buco di Hutton"), poi modificato in Hutton-le-Hole, con l'aggiunta dell'articolo determinativo francese le, (pronunciato /li/ dagli abitanti del luogo) voluto dall'aristocrazia vittoriana.

## Geografia fisica

### Collocazione
Hutton-le-Hole a nord-est delle località di Rievaulx (villaggio famoso per la sua abbazia) e Helmsley e a circa 50 km a sud-ovest di Whitby.

## Architettura
Il villaggio si caratterizza per i cottage in arenaria sistemati attorno al prato centrale. Molti degli edifici cittadini recano sulla porta la data della loro costruzione.

### Edifici e luoghi d'interesse

#### Ryedale Folk Museum
Tra le attrattive turistiche di Hutton-le-Hole vi è il Ryedale Folk Museum, un museo all'aperto che espone edifici tipici della zona..
|  |  |  |